# Liste dänischer Eisenbahngesellschaften
Diese Liste dänischer Eisenbahngesellschaften enthält Aktiengesellschaften, kommunale Gesellschaften mit teilweise staatlicher Unterstützung und weitere Unternehmen, die Eisenbahnstrecken im dänischen Eisenbahnnetz gebaut und/oder betrieben haben oder betreiben. In den Tabellen sind Eisenbahnverkehrsunternehmen, Eisenbahninfrastrukturunternehmen sowie Gesellschaften, die beide Betriebszweige unterhalten, aufgeführt.
Die Eisenbahnverkehrsunternehmen, die keine eigene Infrastruktur besitzen, sondern Zugverkehr auf dem Netz eines anderen Unternehmens betreiben, sind mit „kein eigenes Netz“ gekennzeichnet.

## Liste heutiger dänischer Eisenbahngesellschaften
| Name                    | Abkürzung (VKM) | Spurweite | Länge Streckennetz | Bemerkungen |
| ----------------------- | --------------- | --------- | ------------------ | --- |
| Banedanmark             | ENT             | 1435 mm   | 2132 km            | (1997–), Eisenbahninfrastrukturunternehmen                                                                           |
| BLDX A/S                | BLDX            |           | kein eigenes Netz  | (2007–) |
| Viking-Rail             | CFLCD           |           | kein eigenes Netz  | August 2004: Dansk Jernbane ApS; Januar 2007 – 2022: CFL cargo Danmark                                               |
| Contec Rail             | CONTC           |           | kein eigenes Netz  | (2007–) |
| Danske Statsbaner       | DSB             |           | kein eigenes Netz  | |
| DSB S-tog               | DSBS            |           | kein eigenes Netz  | |
| DB Cargo Scandinavia    | DBCSC           |           | kein eigenes Netz  | 2009 aus Railion Danmark entstanden, bis 2016 DB Schenker Rail Danmark Services, seit 2016 DB Cargo Danmark Services |
| GoCollective            |                 |           | kein eigenes Netz  | (2024–), vor Rebranding Arriva Tog                                                                                   |
| Hovedstadens Lokalbaner | HL              | 1435 mm   | 188 km             | Die Züge werden von Lokaltog betrieben                                                                               |
| Lokaltog                |                 | 1435 mm   | 338 km             | (1. Juli 2015–), Verschmelzung von Regionstog und Lokalbanen                                                         |
| Midtjyske Jernbaner     | MJBA            | 1435 mm   | 82,9 km            | (2008–) |
| Nordjyske Jernbaner     | NJJ             | 1435 mm   | 52,6 km            | |
| Vestbanen               | VNJ             | 1435 mm   | 37,6 km            | Personenverkehr wird von Arriva betrieben                                                                            |

## Liste ehemaliger dänischer Eisenbahngesellschaften
Umgangssprachlich werden in Dänemark Eisenbahngesellschaften oft mit dem Begriff Jernbane beschrieben, obwohl sie eigentlich Jernbaneselskab genannt werden müssten. Als Beispiel: Vejle-Give Jernbaneselskab betrieb die Vejle-Give Jernbane – dieser Begriff bezeichnete jedoch auch die Gesellschaft selbst.
| Gesellschaft                              | Abkürzung              | Streckenname                         | Streckenlänge     | Spurweite         | Bemerkungen, z. B.: betriebene Eisenbahnstrecken |
| ----------------------------------------- | ---------------------- | ------------------------------------ | ----------------- | ----------------- | --- |
| Aars–Nibe–Svenstrup Jernbane              | ANSJ                   | Nibebanen                            | 40,3 km           | 1435 mm           | (1895–1910), Bahnstrecke Svenstrup–Aars, 1910 durch Aalborg–Hvalpsund Jernbaneselskab bis Hvalpsund verlängert |
| Altona-Kieler Eisenbahn-Gesellschaft      | AKE                    |                                      | 105 km            | 1435 mm           | als Christian VIII. Østersø Jernbane gegründet, 1887 von der Preußischen Staatseisenbahn übernommen |
| Almindingen–Gudhjem Jernbane              | AGJ                    |                                      | 23,1 km           | 1000 mm           | (1916–1934), Bahnstrecke Aakirkeby–Gudhjem, 1934 von De Bornholmske Jernbaner übernommen |
| Amagerbanen                               | AB                     |                                      | 12 km             | 1435 mm           | |
| Aalborg–Hvalpsund Jernbaneselskab         | bis 1917 AHJ, dann AHB | Hvalpsundbanen                       | 65,8 km           | 1435 mm           | (1910–1969), Bahnstrecke Aalborg–Hvalpsund |
| Aalborg–Hadsund Jernbane                  | AHJ                    | Hadsundbanen                         | 56 km             | 1435 mm           | (1900–1969), Bahnstrecke Aalborg–Hadsund |
| Aalborg Privatbaner                       | APB                    |                                      |                   | 1435 mm           | |
| Amtsbanerne på Als                        | ABA                    |                                      | 50 km             | 1000 mm 1435 mm1) | ehemaliges Meterspurnetz auf der Insel Als |
| Aabenraa Amts Jernbaner                   | AA                     |                                      | 80 km             | 1000 mm           | 1926 vom Staat übernommen, betrieben durch DSB, stillgelegt |
| Arriva Tog                                | AT                     |                                      | kein eigenes Netz |                   | (1995–2023), nach Rebranding ab 2024 GoCollective |
| Copenhagen Malmö Port AB                  | CMP                    | Frihavnsjernbanen                    | etwa 10 km        | 1435 mm           | (2001–2005), Freihafeneisenbahn Kopenhagen (nur Güterverkehr) |
| Dansk Jernbane ApS                        | DJ                     |                                      | kein eigenes Netz |                   | (2004–2007), von CFL Cargo Danmark übernommen |
| De Bornholmske Jernbaner                  | DBJ                    |                                      |                   | 1000 mm           | (1934–1968), Bahnstrecke Rønne–Nexø, Bahnstrecke Aakirkeby–Almindingen, Bahnstrecke Aakirkeby–Gudhjem, Bahnstrecke Rønne–Sandvig |
| DSB Aarhus Nærbane A/S                    | DSB                    |                                      | kein eigenes Netz |                   | (2010–2012), für den Nahverkehr in der Region um Aarhus, Konkurs 2012 |
| DSB Gods A/S                              | DSB                    |                                      | kein eigenes Netz |                   | 2001 übernommen durch DB Logistics, wurde Railion Danmark |
| DSB S-tog A/S                             | DSB                    |                                      |                   |                   | (1999–2013) Teil von DSB, am 24. Mai 2013 aufgelöst und rückwirkend zum 1. Januar 2013 in die Muttergesellschaft DSB SOV integriert |
| Ebeltoft-Trustrup Jernbane                | ETJ                    | Ebeltoftbanen                        | 22,5 km           | 1435 mm           | Bahnstrecke Ebeltoft–Trustrup |
| Falsterbanen                              | FB                     |                                      |                   | 1435 mm           | |
| Fjerritslev–Frederikshavn Jernbane        | FFJ                    | Sæbybanen Fjerritslevbanen Asaabanen | 136,9 km          | 1435 mm           | (1896–1969), Bahnstrecke Fjerritslev–Frederikshavn und Bahnstrecke Ørsø–Asaa |
| Faxe Jernbane                             | FJ                     |                                      | 6,5 km            | 791 mm            | 1977 von Østsjællandske Jernbaneselskab übernommen |
| Frederikshavn–Skagen Jernbane             | FSJ                    | Skagensbanen                         |                   | 1000 mm           | (1889–1924), Bahnstrecke Frederikshavn–Skagen, 1924 wurde der Betrieb mit der Umspurung auf Normalspur von Skagensbanen übernommen |
| Frederiksværk–Hundested Jernbane          | FHJ                    | Hundestedbanen                       | 14 km             | 1435 mm           | (1914–1943), Bahnstrecke Frederiksværk–Hundested, 1943 Fusion mit Hillerød–Frederiksværk Jernbane zur Hillerød–Frederiksværk–Hundested Jernbane |
| Gjedser Jernbane                          | GJ                     | Gedserbanen                          | 23 km             | 1435 mm           | (1894–1960), Bahnstrecke Nykøbing–Gedser, Betriebsführung durch Det Lolland–Falsterske Jernbane–Selskab, Strecke 1893 von Danske Statsbaner übernommen |
| Gribskovbanens Driftsselskab              | GDS                    | Gribskovbanen                        | 42,0 km           | 1435 mm           | 2002 von Hovedstadens Lokalbaner übernommen, betrieben durch Lokaltog |
| Haderslev Amts Jernbaner                  | HAJ                    |                                      | 209 km            | 1000 mm           | |
| Hads–Ning Herreders Jernbane              | HHJ                    | Odderbanen                           | 26,5 km           | 1435 mm           | 2008 von Midtjyske Jernbaner übernommen |
| Hammel–Århus Jernbane                     | HAJ                    | Hammelbanen                          |                   | 1435 mm           | von Århus–Hammel–Thorsø Jernbane übernommen |
| Helsingør–Hornbæk Banen                   | HHB                    | Hornbækbanen                         | 16 km             | 1435 mm           | 1916 von Helsingør–Hornbæk–Gilleleje Banen übernommen |
| Helsingør–Hornbæk–Gilleleje Banen         | HHGB                   | Hornbækbanen                         | 24,9 km           | 1435 mm           | 2001 von Hovedstadens Lokalbaner übernommen, betrieben durch Lokaltog |
| Hillerød–Frederiksværk–Hundested Jernbane | HFHJ                   | Frederiksværkbanen                   | 39,7 km           | 1435 mm           | 1943 durch Fusion von Hillerød–Frederiksværk Jernbane und Frederiksværk–Hundested Jernbane entstanden, ab 1961 mit Gribskovbanen gemeinsame Zentrale in Hillerød, 1975 in Hovedstadsområdets Trafikselskab eingegliedert, diese wurde 2001 Hovedstadens Lokalbaner A/S. Ab 2002 Betriebsführung durch Lokalbanen A/S, ab 2015 durch Lokaltog |
| Hillerød–Frederiksværk Jernbane           | HFJ                    | Frederiksværkbanen                   | 25,8 km           | 1435 mm           | (1894–1943), Bahnstrecke Hillerød–Frederiksværk, 1943 Fusion mit Frederiksværk–Hundested Jernbane zur Hillerød–Frederiksværk–Hundested Jernbane |
|                                           |                        | Hillerødbanen                        |                   |                   | siehe: Helsingør–Hornbæk–Gilleleje Banen / Hillerød–Frederiksværk–Hundested Jernbane |
| Hirtshalsbanen                            | HB                     |                                      | 16,5 km           | 1435 mm           | (1925–1939), Bahnstrecke Hjørring–Hirtshals, 1939 von Hjørring Privatbaner übernommen |
| Hjørring–Hørby Jernbane                   | HH                     | Hørbybanen                           | 35 km             | 1435 mm           | (1913–1953), Bahnstrecke Hjørring–Hørby, 1939 von Hjørring Privatbaner übernommen |
| Hjørring–Løkken–Aabybro Jernbane          | HLA                    | Løkkenbanen                          | 54,6 km           | 1435 mm           | (1913–1963), Bahnstrecke Hjørring–Løkken–Aabybro |
| Hjørring Privatbaner                      | HP                     | Hirtshalsbanen                       |                   | 1435 mm           | Bahnstrecke Hjørring–Hirtshals 2001 von Nordjyske Jernbaner übernommen |
| Hjørring–Ålbæk Jernbane                   | HA                     |                                      |                   | 1435 mm           | (1925–1932), gebaut wurde die ursprünglich als Abzweigstrecke geplante Bahnstrecke Hjørring–Hirtshals – die Stammstrecke wurde nie gebaut |
|                                           |                        | Holbækbanen                          |                   |                   | siehe: Odsherreds Jernbane / Høng-Tølløse Jernbane |
| Horsens–Bryrup–Silkeborg                  | HBS                    | Bryrupbanen                          |                   | 1435 mm           | |
| Horsens–Juelsminde Jernbane               | HJJ                    | Juelsmindebanen                      |                   | 1435 mm           | |
| Horsens–Odder Jernbane                    | HOJ                    | Bryrupbanen                          |                   | 1435 mm           | |
| Horsens Vestbaner                         | HV                     |                                      |                   | 1435 mm           | |
| Høng–Tølløse Jernbane                     | HTJ                    | Tølløsebanen                         |                   | 1435 mm           | 2003 von Vestsjællands Lokalbaner übernommen |
| Hørve–Værslev Jernbane                    | HVJ                    |                                      |                   | 1435 mm           | |
| Jysk-Fyenske Jernbaner                    | JFJ                    |                                      |                   | 1435 mm           | (1867–1885), 1874 in De Danske Statsbaner i Jylland-Fyn umbenannt, von DSB übernommen |
| Hørve–Værslev Jernbane                    | HVJ                    |                                      |                   | 1435 mm           | |
| Kalvehavebanen                            | KB                     |                                      |                   | 1435 mm           | |
| Kagerup–Helsinge Banen                    | KHB                    | Helsingebanen                        |                   | 1435 mm           | |
| Kolding–Egtved Jernbane                   | KEJ                    | Egtvedbanen                          | 27,8 km           | 1000 mm           | (1895–1930), Bahnstrecke Kolding–Egtved (1898–1930) |
| Kolding Sydbaner                          | TKVJ                   | Vamdrupbanen / Hejlsmindebanen       | 57,6 km           | 1435 mm           | (1909–1948), Bahnstrecke Kolding Syd–Vamdrup Øst (1911–1948), Bahnstrecke Kolding Syd–Hejlsminde (1911–1948) |
| Københavns Frihavns-Aktieselskab          | KFA                    | Frihavnsjernbanen                    | etwa 20 km        | 1435 mm           | (1891–1979), Freihafeneisenbahn Kopenhagen |
| Københavns Frihavns & Stevedore A/S       | KFS                    | Frihavnsjernbanen                    | etwa 20 km        | 1435 mm           | (1979–2001), Freihafeneisenbahn Kopenhagen (nur Güterverkehr) |
| København–Slangerup Banen                 | KSB                    | Slangerupbanen                       |                   | 1435 mm           | |
| Køge–Ringsted Banen                       | KRB                    |                                      | 33,2 km           | 1435 mm           | (1914–1963), Bahnstrecke Køge–Ringsted |
| Lemvig–Thyborøn Jernbane                  | LTJ                    | Thyborønbanen                        | 27,4 km           | 1435 mm           | 1921 von Vemb–Lemvig–Thyborøn Jernbane übernommen |
| Langelandsbanen                           | LB                     |                                      |                   | 1435 mm           | |
| Lokalbanen                                | LB                     |                                      | kein eigenes Netz |                   | (2001–1. Juli 2015), Regionstog und Lokalbanen zum neuen Unternehmen Lokaltog verschmolzen |
| A/S Lollandsbanen                         | LJ                     |                                      | 50,2 km           | 1435 mm           | 2009 von Regionstog übernommen |
| Det Lollandske Jernbaneselskab            |                        |                                      |                   | 1435 mm           | |
| Det Lolland–Falsterske Jernbane–Selskab   |                        |                                      |                   | 1435 mm           | |
| Lyngby–Nærum Jernbane                     | LNJ                    | Nærumbanen                           | 7,8 km            | 1435 mm           | 2001 von Hovedstadens Lokalbaner übernommen, betrieben durch Lokaltog |
| Lyngby–Vedbæk Jernbane                    | LVJ                    | Nærumbanen                           | 12,1 km           | 1435 mm           | 1923 von Lyngby–Nærum Jernbane übernommen |
| Mariager–Fårup–Viborg Jernbane            | MFVJ                   | Mariagerbanen                        |                   | 1435 mm           | |
| Maribo–Bandholm Jernbane Selskab          | MBJ                    | Bandholmbanen                        | 7,5 km            | 1435 mm           | (1869–1954), Bahnstrecke Maribo–Bandholm, von A/S Lollandsbanen übernommen. |
| Maribo–Torrig Jernbane                    | MTJ                    | Torrigbanen                          |                   | 1435 mm           | |
| Nakskov–Kragenæs Jernbane                 | NKJ                    | Kragenæsbanen                        |                   | 1435 mm           | |
| Nakskov–Rødby Jernbane                    | NRJ                    |                                      |                   | 1435 mm           | |
| Nordfynske Jernbane                       | NFJ                    | Bogensebanen                         |                   | 1435 mm           | |
| Nyborg–Ringe–Faaborg Banen                |                        | Ringebanen                           | 55,8 km           | 1435 mm           | (1897–1949), Bahnstrecke Ringe–Faaborg, von Ringe–Nyborg Banen und Ringe–Faaborg Banen übernommen, von Det Sydfyenske Jernbaneselskab betrieben. 1949 mit Det Sydfyenske Jernbaneselskab von Danske Statsbaner übernommen |
| Næstved–Præstø–Mern Banen                 | NPMB                   | Præstøbanen                          |                   | 1435 mm           | |
| Nørre Nebel–Tarm Jernbane                 | NTJ                    | Vestbanen                            | 37,6 km           | 1435 mm           | 1919 von Varde–Nørre Nebel–Tarm Jernbane übernommen |
| Odense–Kerteminde–Dalby Jernbane          | OKDJ                   | Kertemindebanen                      |                   | 1435 mm           | (1896–1914), Odense–Kerteminde–Dalby |
| Odense–Kerteminde–Martofte Jernbane       | OKMJ                   | Kertemindebanen                      |                   | 1435 mm           | (1914–1966), Bahnstrecke Odense–Kerteminde–Martofte |
| Odense–Middelfart Jernbane                | OMB                    | Nordvestfyenske Jernbane             |                   | 1435 mm           | |
| Odense–Nørre Broby–Fåborg Jernbane        | ONFJ                   | Brobybanen                           |                   | 1435 mm           | |
| Odsherreds Jernbane                       | OHJ                    |                                      | 49,4 km           | 1435 mm           | 2003 von Vestsjællands Lokalbaner übernommen |
| Privat Banen Sønderjylland                | PBS                    |                                      | kein eigenes Netz |                   | (1997–2001), Konkurs |
| Railcare Danmark A/S                      | RCDK                   |                                      | kein eigenes Netz |                   | |
| Railion Danmark                           | RDK                    |                                      | kein eigenes Netz |                   | Tochterunternehmen von DB Logistics, 2009 geändert in DB Schenker Rail Danmark Services |
| Railion Scandinavia                       |                        |                                      | kein eigenes Netz |                   | Partnerschaft zwischen der dänischen Railion Danmark und der schwedischen Green Cargo |
| Randers–Hadsund Jernbane                  | RHJ                    |                                      | 41,8 km           | 1435 mm           | (1883–1969), Bahnstrecke Randers–Hadsund |
| Regionstog                                | RT                     |                                      | 196,6 km          | 1435 mm           | (1. Januar 2009–1. Juli 2015), Regionstog und Lokalbanen zum neuen Unternehmen Lokaltog verschmolzen |
| Rendsburg-Neumünstersche Eisenbahn        | RME                    |                                      |                   |                   | 1864 von Altona-Kieler Eisenbahn-Gesellschaft übernommen |
| Ringe–Faaborg Banen                       | RFB                    | Fåborgbanen                          | 29,4 km           | 1435 mm           | (1886–1887), Bahnstrecke Ringe–Faaborg, von Det Sydfyenske Jernbaneselskab betrieben. 1897 von Nyborg–Ringe–Faaborg Banen übernommen |
| Ringe–Nyborg Banen                        | RNB                    |                                      | 26,4 km           | 1435 mm           | (1897–1897), Bahnstrecke Ringe–Nyborg, von Det Sydfyenske Jernbaneselskab betrieben. 1897 von Nyborg–Ringe–Faaborg Banen übernommen |
| Ringkøbing–Nørre Omme Jernbane            | RNoJ                   |                                      |                   | 1435 mm           | |
| Ringkøbing–Ørnhøj–Holstebro Jernbane      | RØHJ                   | Ørnhøjbanen                          |                   | 1435 mm           | |
| Rødkjærsbro–Kjellerup Banen               | RKB                    | Ørnhøjbanen                          | 9,7 km            | 1435 mm           | (1912–1924), Bahnstrecke Rødkærsbro–Kjellerup, 1924 bis Silkeborg verlängert und von Silkeborg–Kjellerup–Rødkærsbro Jernbane übernommen |
| Rønne–Allinge Jernbane                    | RAJ                    |                                      | 31,2 km           | 1000 mm           | (1913–1934), Bahnstrecke Rønne–Sandvig, 1934 von De Bornholmske Jernbaner übernommen |
| Rønne–Neksø Jernbane                      | RNJ                    |                                      | 36,6 km           | 1000 mm           | (1900–1934), Bahnstrecke Rønne–Nexø, Bahnstrecke Aakirkeby–Almindingen, 1934 von De Bornholmske Jernbaner übernommen |
| A/S Skagensbanen                          | SB                     |                                      | 39,7 km           | 1435 mm           | (1924–2001), Bahnstrecke Frederikshavn–Skagen, 1924 wurde der Betrieb nach der Umspurung auf Normalspur von Frederikshavn–Skagen Jernbane übernommen, am 11. September 2001 von Nordjyske Jernbaner übernommen |
| Silkeborg–Herning Banen                   | SHB                    |                                      |                   | 1435 mm           | |
| Silkeborg–Kjellerup–Rødkærsbro Jernbane   | SKRJ                   | Kjellerupbanen                       | 35 km             | 1435 mm           | (1924–1968), Bahnstrecke Rødkærsbro–Silkeborg |
| Det Sjællandske Jernbaneselskab           | SJS                    |                                      |                   | 1435 mm           | |
| Skive–Vestsalling Jernbane                | SVJ                    | Vestsallingbanen                     |                   | 1435 mm           | |
| Stubbekøbing–Nykøbing–Nysted Banen        | SNNB                   | Stubbekøbingbanen                    | 46,2 km           | 1435 mm           | (1909–1966), Bahnstrecke Stubbekøbing–Nykøbing–Nysted |
| Svendborgbanen                            |                        | Svendborgbanen                       |                   | 1435 mm           | (1876–1949), Bahnstrecke Odense–Svendborg, seit 1949 von DSB betrieben |
| Svendborg–Fåborg Banen                    | SFB                    |                                      | 26,4 km           | 1435 mm           | (1912–1954), Bahnstrecke Svendborg–Faaborg |
| Svendborg–Nyborg Jernbaneselskab          | SNB                    | Hesselagerbanan                      | 37,7 km           | 1435 mm           | (1894–1949), Bahnstrecke Svendborg–Nyborg, von 1949 bis 1964 von DSB betrieben |
| Det Sydfyenske Jernbaneselskab            | SFJ                    |                                      |                   | 1435 mm           | (1874–1949) |
| Thisted–Fjerritslev Jernbane              | TFJ                    |                                      | 54,2 km           | 1435 mm           | (1901–1969), Bahnstrecke Thisted–Fjerritslev |
| TraXion                                   | TRX                    |                                      | kein eigenes Netz |                   | (2001–2003), Konkurs am 28. Juli 2003 |
| Troldhede–Kolding–Vejen Jernbane          | TKVJ                   | Troldhedebanen                       | 95,5 km           | 1435 mm           | (1913–1968), Bahnstrecke Gesten–Vejen (1917–1951), Bahnstrecke Troldhede–Kolding (1917–1968) |
| Varde–Grindsted Jernbane                  | VaGJ                   |                                      |                   | 1435 mm           | |
| Varde–Nørre Nebel Jernbane                | VNJ                    | Vestbanen                            | 37,6 km           | 1435 mm           | 1919 von Varde–Nørre Nebel–Tarm Jernbane übernommen |
| Varde–Nørre Nebel–Tarm Jernbane           | VNTJ                   | Vestbanen                            | 37,6 km           | 1435 mm           | 1940 geändert in Varde-Nørre Nebel Jernbane |
| Vejle–Give Jernbaneselskab                | VGJ                    | Grejsdalsbanen                       | 32 km             | 1435 mm           | (1892–1914), Vejle–Give, Strecke in die Vejle–Vandel–Grindsted Jernbane integriert und durch DSB betrieben |
| Vejle–Vandel–Grindsted Jernbane           | VVGJ                   |                                      |                   | 1435 mm           | |
| Vemb–Lemvig Jernbane                      | VLJ                    | Lemvigbanen                          | 28,9 km           | 1435 mm           | 1921 von Vemb–Lemvig–Thyborøn Jernbane übernommen |
| Vemb–Lemvig–Thyborøn Jernbane             | VLTJ                   | Lemvigbanen                          | 56,9 km           | 1435 mm           | 2008 von Midtjyske Jernbaner übernommen |
| Vestsjællands Lokalbaner                  | VL                     |                                      |                   | 1435 mm           | 2009 von Regionstog übernommen |
| Viborg–Aalestrup Jernbane                 |                        | Himmerlandsbanerne                   | 37,6 km           | 1435 mm           | Konzession 1890 an Viborg amtsråd erteilt, Bahnstrecke Viborg–Aalestrup, privat finanziert, Strecke von Danske Statsbaner erbaut und betrieben, 1999 eingestellt |
| Vodskov –Østervrå                         | VØ                     |                                      |                   | 1435 mm           | |
| Århus–Hammel–Thorsø Jernbane              | AHTJ                   | Hammelbanen                          |                   | 1435 mm           | |
| Østjydske Jernbane                        | ØJJ                    |                                      |                   | 1435 mm           | |
| Østsjællandske Jernbaneselskab            | ØSJS                   | Østbanen                             | 46,2 km           | 1435 mm           | 2001 von Hovedstadens Lokalbaner übernommen, betrieben durch Lokalbanen |

## Liste dänischer Museumsbahngesellschaften/Museumsbahnvereine
| Name                        | Abkürzung | Länge Streckennetz | Spurweite | Bemerkungen |
| --------------------------- | --------- | ------------------ | --------- | --- |
| Åbenrå Veteranbane          | AaV       | 7,8 km             | 1435 mm   | (1999– ), Bahnstrecke Rødekro–Aabenraa, bis 2005 Sonderfahrten, danach nur noch Draisinenfahrten auf einer Teilstrecke |
| Museumsbahn Nordborg        |           | geplant etwa 5 km  | 1000 mm   | (2016–), Nordborg und Danfoss Universe bei Havnbjerg, erste Fahrt auf etwa 20 Meter Gleis am 28. August 2016           |
| Syd Fyenske Veteranjernbane | SFvJ      | 12,5 km            | 1435 mm   | (1992– ), Bahnstrecke Faaborg–Korinth, betrieben durch Syd Fyenske Veteranjernbane                                     |
| Museumsbahn Maribo–Bandholm |           | 7,5 km             | 1435 mm   | (1962– ), Bahnstrecke Maribo–Bandholm, betrieben durch Dansk Jernbaneklub                                              |